# Richard Gale
Richard Nelson Gale (ur. 25 lipca 1896 w Londynie, zm. 29 lipca 1982 tamże) – brytyjski wojskowy, generał sił powietrznodesantowych, żołnierz obu wojen światowych, dowódca 6 Dywizji Powietrznodesantowej w czasie operacji Overlord.

## Życiorys
Wstąpił do wojska w 1915 roku i walczył w wojnie światowej, w tym jako podporucznik w Korpusie Karabinów Maszynowych. Brał udział w bitwie nad Sommą, bitwie pod Passchendaele i w odpieraniu ofensywy wiosennej. Za zasługi na polu walki został odznaczony Krzyżem Wojskowym. Po wojnie pozostał w wojsku i służył w latach 1919–1936 w Indiach, po czym został przeniesiony jako kapitan do sztabu Pułku Lekkiej Piechoty Duke of Cornwall's, a następnie jako major do Pułku Królewskich Fizylierów Inniskilling.
Podczas II wojny światowej został przydzielony do personelu 1 Brygady Spadochronowej, którą szkolił w Szkocji. W latach 1943–1944 r. był dowódcą brytyjskiej 6 Dywizji Powietrznodesantowej, którą dowodził podczas lądowania w Normandii, kierując operacją o kryptonimie Tonga. W 1945 r. został mianowany zastępcą dowódcy 1 Alianckiej Armii Powietrznodesantowej, a w tym samym roku dowódcą I Korpusu Powietrznodesantowego.
W okresie powojennym stanął na czele brytyjskiej 1 Dywizji Piechoty od 1946 do 1947 r. W 1948 r. dowodził wojskami brytyjskimi w Egipcie. W latach 1949–1952 był odpowiedzialny za szkolenie wojskowe w Biurze Wojennym. Po tym, jak dowodził Brytyjską Armią Renu w latach 1952–1957, przeszedł w stan spoczynku. Wrócił jednak do wojska rok później, zastępując Bernarda Montgomery' ego jako Naczelny Dowódca Sił Sojuszniczych Europy. Piastował to stanowisko do 1960 r., kiedy ostatecznie zakończył karierę wojskową.
W 1960 r. Gale napisał przedmowę do wydanej w Londynie autobiografii gen. Stanisława Sosabowskiego, dowódcy polskiej 1 Samodzielnej Brygady Spadochronowej pt. Freely I served.
8 czerwca 1950 r. został rycerzem Orderu Imperium Brytyjskiego, a od 1 stycznia 1954 r. był także rycerzem wielkiego krzyża Orderu Łaźni.
Gen. Richard Nelson Gale zmarł 29 lipca 1982 r. w londyńskiej dzielnicy Kingston upon Thames.